# هاروتیون بالویان
هاروتیون بالویان (ارمنی: Հարություն Բալույան؛ انگلیسی: Harutyun Baluyan؛ ۲۲ اوت ۱۹۸۹ ) بازیکن هاکی روی یخ اهل ارمنستان در پست دروازه‌بان است.

## باشگاهی
از باشگاه‌هایی که در آن بازی کرده است می‌توان به باشگاه هاکی روی یخ شنگاویت، باشگاه هاکی روی یخ پیونیک، BKMA Yerevan اشاره کرد.

## تیم ملی
وی همچنین در تیم ملی هاکی روی یخ مردان ارمنستان بازی کرده است